# Well Taps
Well Tap é o nome dado a célula do fluxo digital responsável pela polarização do substrato dos circuitos integrados CMOS. Os circuitos CMOS modernos não costumam fazer a polarização do substrato (well) pela parte interna das células digitais, logo as bibliotecas de células digitais incluem uma célula chamada well tap.  
Estas células são posicionadas com distancias predefinidas para que assim seja possível fazer a polarização do bulk de todos transistores CMOS no die. A mesma é de grande importância para evitar a ocorrência do efeito de latch-up.
1. ↑  Kumar, Saxena, Garg, Shailesh, Rahul , Vikas. «Latch-up Improvement For Tap Less Library Through Modified Decoupling Capacitors Cells». Freescale India